# De bello Alexandrino
De bello Alexandrino (auch Bellum Alexandrinum, d. h. Alexandrinischer Krieg) ist der Titel eines antiken, in lateinischer Sprache niedergeschriebenen historiographischen Werks über die von Gaius Iulius Caesar und dessen Offizieren im Zeitraum von September 48 v. Chr. bis August 47 v. Chr. (nach dem julianischen Kalender) ausgetragenen Kämpfe, darunter insbesondere den Krieg im ägyptischen Alexandria. Es gehört zum sogenannten Corpus Caesarianum, umfasst ein Buch von 78 Kapiteln und schließt nahtlos an Caesars Schrift De bello civili (Über den Bürgerkrieg) an.

## Autorenschaft
Die Schrift De bello Alexandrino enthält keine Angaben zum Verfasser. Sueton, der rund 150 Jahre nach Entstehung des Werkes eine Caesar-Biographie verfasste, erwähnt, dass manche antike Quellen den Alexandrinischen Krieg Gaius Oppius zuwiesen, während andere Aulus Hirtius für den Verfasser hielten.
In der modernen Forschung ist die Frage der Autorschaft oft diskutiert worden. Grundsätzlich lassen sich drei Hypothesen unterscheiden: 
1. Nipperdey, Klotz und Barwick schreiben die ganze Schrift Caesars Gefolgsmann Aulus Hirtius zu. Dieser hat aller Wahrscheinlichkeit nach das achte Buch von Caesars Gallischem Krieg (De bello Gallico) verfasst und erwähnt in der Epistula ad Balbum (dem Vorwort zu diesem achten Buch) eine Fortsetzung von Caesars Schriften bis zu Caesars Tod.[2]
2. Eine zweite Gruppe von Forschern (u. a. Andrieu, Giomini, Richter) weisen auf die erheblichen stilistischen Unterschiede zwischen dem achten Buch des Gallischen Krieges und dem Alexandrinischen Krieg hin und schreiben De bello Alexandrino einem unbekannten Verfasser zu.
3. Nach Meinung einer dritten Gruppe von Philologen lässt sich kaum von „dem“ Verfasser des Alexandrinischen Krieges sprechen. Da die einzelnen Abschnitte stilistisch höchst heterogen seien, sei das Werk wahrscheinlich aus mehreren Einzelberichten unterschiedlicher Verfasser zusammengefügt. Die Häufung caesarischer Formulierungen in den Kapiteln 1–21 deute darauf hin, dass der Anfang des Werkes auf einem Entwurf Caesars basiere, wohingegen sich die Verfasser der folgenden Abschnitte nicht mehr bestimmen ließen. Diese These wurde vor allem von Landgraf und Pötter entwickelt und ist neuerdings von Gaertner/Hausburg aufgegriffen worden.

## Inhalt und Aufbau
Der Titel des Werks ist irreführend, weil nur knapp die erste Hälfte davon Caesars Krieg in Alexandria beschreibt, während der übrige Teil von militärischen Ereignissen an anderen Orten handelt. Das Buch ist nicht chronologisch, sondern geographisch geordnet und stellt nacheinander die Ereignisse an den verschiedenen Kriegsschauplätzen dar. Der Anfangsteil (Kapitel 1–33) setzt Caesars Darstellung seines Ägyptenaufenthaltes fort und beschreibt die kriegerischen Auseinandersetzungen in und um Alexandria bis zum Tode Ptolemaios’ XIII. und der Neuordnung der ägyptischen Verhältnisse durch die feste Etablierung Kleopatras auf dem Thron. Anschließend werden die unglücklichen militärischen Auseinandersetzungen von Caesars Offizier Gnaeus Domitius Calvinus mit König Pharnakes II. in Armenien geschildert (Kapitel 34–41). Es folgen die Erzählung der Kriegshandlungen in Illyrien (Kapitel 42–47), wohin Aulus Gabinius dem Quästor Quintus Cornificius Verstärkungen zuführen sollte, sowie die Darstellung der Wirren auf der Iberischen Halbinsel (Kapitel 48–64). Am Ende schildert das Buch Caesars siegreichen Blitzkrieg gegen Pharnakes und schließt mit seiner Rückkehr nach Italien (Kapitel 65–78).